# Marie-Amélie de Saxe (1757-1831)
Pour la reine consort de Naples et de Sicile, et d'Espagne, voir Marie-Amélie de Saxe.
Marie-Amélie de Saxe, née à Dresde le 26 septembre 1757 et morte à Neubourg-sur-le-Danube le 20 avril 1831, est la duchesse consort palatine de Deux-Ponts par son mariage en 1774 avec Charles II Auguste de Palatinat-Deux-Ponts. Elle est ensuite l'abbesse de l'église de l'Abbaye-aux-Dames à Munich.

## Biographie
Marie-Amélie est l'un des neuf enfants de Frédéric IV de Saxe, électeur de Saxe, et de son épouse Marie-Antoinette de Bavière. Elle a notamment pour frères Frédéric-Auguste Ier, Antoine 1er de Saxe et Maximilien de Saxe. 
Ses parents étaient cousins germains, elle est la double arrière-petite-fille de Joseph Ier par ses deux grands-mères Marie-Josèphe d'Autriche et de Marie-Amélie d'Autriche. Par sa mère, Marie-Amélie est la petite-fille de Charles Albert de Bavière. En outre, elle est la cousine germaine du roi Louis XVI par sa tante Marie-Josèphe de Saxe, de Charles IV roi d'Espagne et de Ferdinand 1er des Deux-Siciles par son autre tante Marie-Amélie de Saxe.
De son mariage avec Charles II Auguste de Palatinat-Deux-Ponts, elle n'a qu'un fils, Karl August Friedrich, prince héritier de Palatinat-Birkenfeld-Deux-Ponts (né le 2 mars 1776 et mort le 21 août 1784). Après la mort de son époux en 1798, elle devient l'abbesse de l'église de l'Abbaye-aux-Dames à Munich.
Marie-Amélie meurt le 20 avril 1831 à Neubourg, survivant à son mari de 36 ans.